# スズ虫
『スズ虫』（スズむし）は、日本のジャズバンドPE'Zの通算6枚目のミニ・アルバムである。2004年8月4日発売。発売元は東芝EMI / Virgin Music。

## 概要
- CD EXTRA仕様で「情熱の記憶」を収録。

## 収録曲
編曲：PE'Z
1. 燕返し 〜我ココニ侍フ〜 [4:59]
作曲：Ohyama"B.M.W"Wataru
2. SAMBA DE 恋して [4:18]
作曲：ヒイズミマサユ機
3. wonderful saturday [3:50]
作曲：Ohyama"B.M.W"Wataru
フジテレビ系「めざましどようび」オープニングテーマ
4. パパのマーチ [3:32]
作曲：ヒイズミマサユ機
MV監督はイシバシミツユキ＋長田悠幸
5. TASOGARE [4:14]
作曲：ヒイズミマサユ機
6. 青と緑 〜8月のある朝〜 [2:55]
作曲：Ohyama"B.M.W"Wataru
7. Where will we play next? [5:17]
作曲：Ohyama"B.M.W"Wataru
8. 情熱の行方 [3:33]
作曲：Ohyama"B.M.W"Wataru